# Time Out of Mind (Free System Projekt)
Time out of Mind is een studioalbum van de van oorsprong Nederlandse muziekgroep Free System Projekt. De twee grondleggers van die band Ruud Heij en Marcel Engels speelden op dit muziekalbum samen met Brendan Pollard (van Rogue Element) en Hashtronaut (een pseudoniem van Michael Daniel). Het album is opgenomen in de lente van 2009 in de Radial Velocity Studio van Pollard in Bedford. Gereedmaken voor uitgave vond plaats in Utrecht. Phil Boot hielp al deze specialisten in de elektronische muziek.
De muziek behoort eigenlijk niet meer in het huidige tijdsbeeld binnen het genre. De muziek grijpt terug naar de Berlijnse School voor elektronische muziek. De meest langdurige tracks bevatten meestal kosmisch klinkende klanken waarbij elke maat en elk  ritme ontbreekt. Na verloop komt dan de sequencer in beeld, die juist het omgekeerde is (strak herhalende basis met strakke maat en ritme); een soort basso continuo, maar dan in moderne muziek.

## Musici
- Ruud Heij, Marco Engels, Brendan Pollard – voornamelijk analoge toetsinstrumenten waaronder de Mellotron M400, de ARP synthesizer en Elka Solina
- Hashtronaut – gitaar en synthesizers

## Composities
| Nr. | Titel             | Duur  |
| --- | ----------------- | ----- |
| 1.  | The Valther Twins | 22:53 |
| 2.  | Exodus            | 17:46 |
| 3.  | Time out of Mind  | 27:56 |
| 4.  | Option C          | 8:32  |